# Munjong (Goryeo)
König Munjong (koreanisch 문종) (* 29. Dezember 1019 in Kaesŏng, Königreich Goryeo; † 2. September 1083 in Kaesŏng, Goryeo) war während seiner Regierungszeit von 1046 bis 1083 der 11. König des Goryeo-Reiches und der Goryeo-Dynastie (고려왕조) (918–1392).

## Leben
Munjong war der dritte Sohn von König Hyeonjong (현종) und seine Mutter war Wonhye (원혜), die dem Ansan Kim Clan entstammte. Zu seiner Geburt bekam Munjong den Namen Wang Hwi (왕휘) verliehen.
Nach dem Tod seines Halbbruders König Jeongjong (정종) im Jahr 1046, folgte Munjong ihm im vergleichsweise reiferen Alter von 27 Jahren auf den Thron. Er schloss die seinerzeit im Jahr 983 von König Seongjong (성종) begonnenen politischen Reformen im Jahr 1076 erfolgreich ab und förderte besonders auch den Bildungssektor. Während seiner Regentschaft bildeten sich private Akademien. Als eine der bekanntesten Akademien jener Zeit galt die sogenannte Neun-Kurse-Akademie des koreanischen konfuzianischen Gelehrten Choe Chung (최충), der später als Regierungsmitglied den Bildungsbereich Goryeos besonders prägte. Mit der Förderung von Bildung stärkte Munjong neben dem Buddhismus auch den Konfuzianismus im Reich. Außenpolitisch verfolgte er das Ziel, in Frieden und Freundschaft mit der Song-Dynastie im Westen zu leben und förderte damit den Handel und kulturellen Austausch mit dem mächtigen Nachbarn. Er selbst war privat sehr in Bildung interessiert und galt als ein Meister der Kalligraphie.
Unter König Munjong fand ein Machtwechsel unter den mächtigen Familien, die jeweils die Königinnen am Hofe stellten konnten, statt. Während es bis zu einschließlich Munjongs erster Frau über vier Könige und über 50 Jahre hinweg stets der Ansan Kim Clan war, der die Königin stellte, so wechselte Munjong, da er mit seiner ersten Frau kinderlos war, zum Incheon Lee Clan, der den Hof über mehr als 80 Jahre dominierte. Er heiratete Inye (인예), die als zweite Königin während seiner Regentschaft zwölf Kinder gebar, zehn Söhne und zwei Töchter. Alle drei nacheinander zuerst geborene Söhne Munjongs wurde später selbst Könige des Goryeo-Reichs. Sunjong (순종) folgte seinem Vater als Erstgeborener auf den Thron, als dieser 1083 verstarb. Seonjong (선종) folgte als Zweitgeborener noch im selben Jahr nach seines Bruders plötzlichem Tod und Sukjong (숙종) erklomm den Thron, nachdem Seonjongs Sohn König Heonjong 1097 verstarb. König Munjongs vierter Sohn aus der Ehe mit Königin Inye (인예), die dem Incheon Lee Clan entstammte, war Uicheon (의천) (1055–1101), der später ein bekannter und einflussreicher buddhistischer Mönch wurde. Er trug dem Wunsch seines Vaters Rechnung, dass einer seiner Söhne ein buddhistischer Mönch werden sollte und trug zu Lebzeiten dazu bei, dass sich die unterschiedlichen buddhistischen Strömungen jener Tage in Goryeo miteinander versöhnten. Munjongs sechster Sohn Dosaeng (도생), ebenfalls Mönch geworden, wurde in den politischen Unruhen des Jahres 1112 wegen Aufruhr zusammen mit anderen Mönchen auf die Insel Geojedo (거제도) vor der Südküste Goryeos verbannt.